# Steigbügel (Reiten)

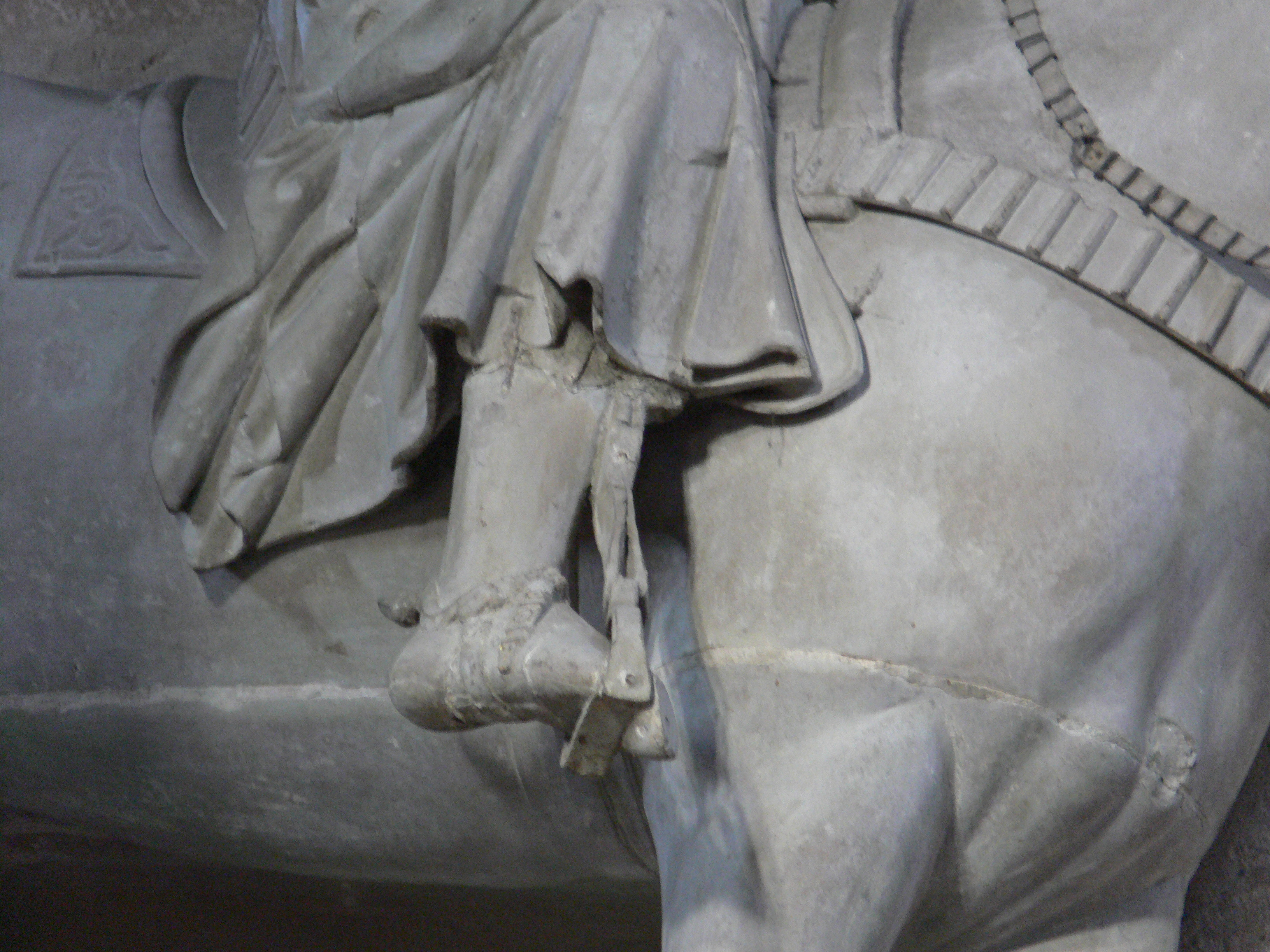
Darstellung eines Steigbügels am Bamberger Reiter

Ein Steigbügel ist die Fußstütze für einen Reiter, die in Höhe der Füße seitlich vom Reittier (z. B. einem Pferd) herabhängt.
Auf Basis der Steigbügel entstanden zwei sehr verschiedene Reitstile: zum einen der „leichte“ Stil der eurasischen Steppenvölker, bei dem der Reiter mehr auf dem Pferd hockt oder steht (vgl. Leichter Sitz am Pferd in der modernen engl. Reitweise), um die Agilität zu optimieren und das Pferd für lange Strecken zu schonen; auf der anderen Seite der „schwere“ Stil des westlichen Europas, bei dem der ggf. gepanzerte Reiter schwer im Pferd sitzt und sich mit vorgestreckten Beinen gegen den Sattel abstützt, um maximale Stabilität und Durchschlagskraft zu erreichen. Die Steigbügel waren eine der Grundvoraussetzungen für den Kampf der Ritter mit eingelegter Lanze ab dem 11. Jahrhundert nach Christus.

## Geschichte

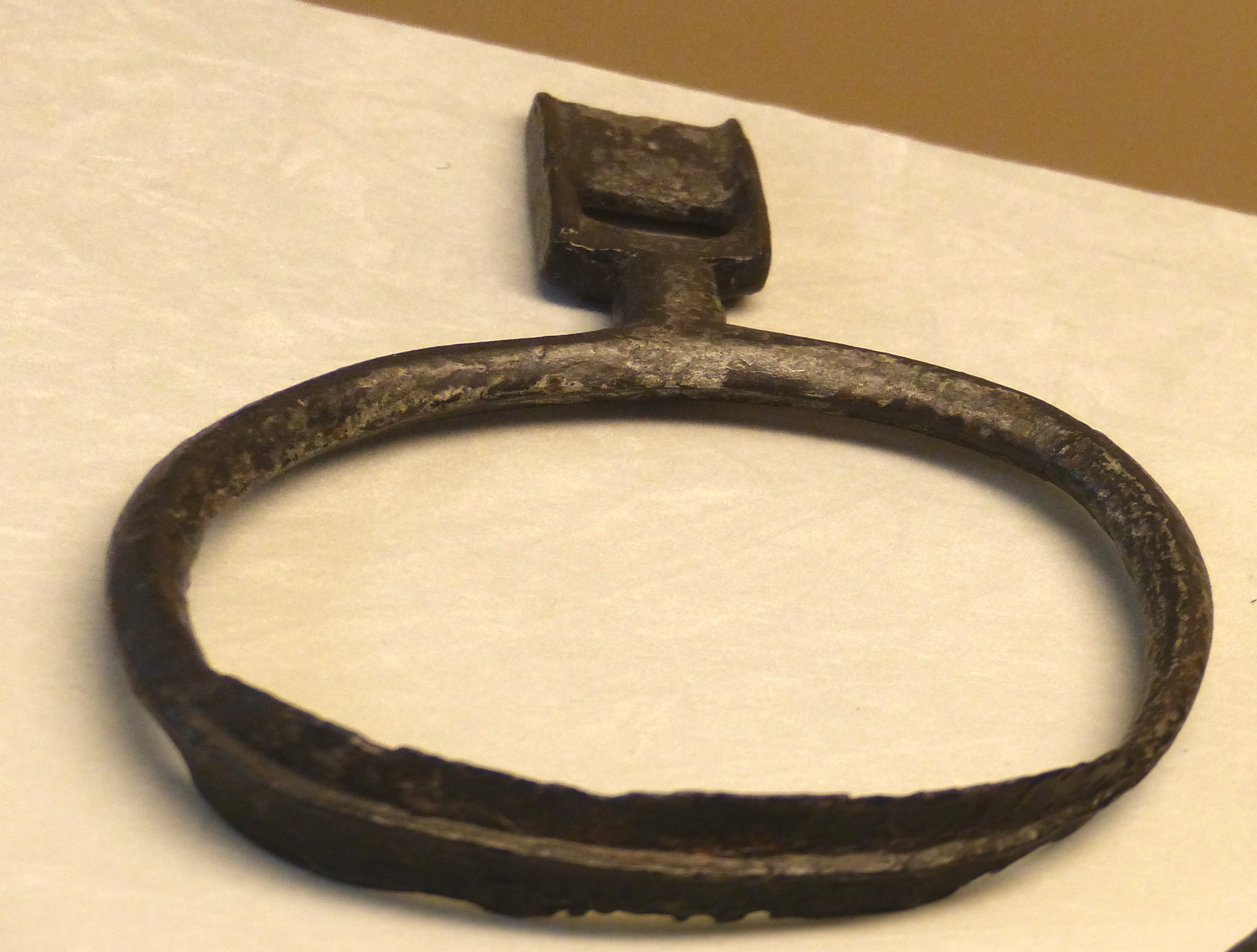
Steigbügel der Awaren, Landesmuseum Burgenland, Eisenstadt

Reiterdarstellungen im indischen Mathura, aus der Zeit um 50 v. Chr., gelten als ältester Beleg für die Benutzung von Steigbügeln, noch in Form von Schlaufen oder Haken. Hölzerne und metallene Ausführungen wurden dann im 4.–5. Jh. n. Chr. in China erfunden und verbreiteten sich im 5. Jh. nach Japan und Korea. Nach Europa gelangte der Steigbügel im späteren 6. Jh. mit dem Vordringen der Awaren.
Die früheste bekannte Erwähnung von Steigbügeln in einer abendländischen Quelle findet sich im Strategikon des Maurikios, das um 600 entstand, als sich Oströmer und Awaren heftige Kämpfe lieferten. Die Perser und die Oströmer, später auch viele germanische Stämme erkannten den Wert der Steigbügel und nutzten sie fortan. Die schwere mittelalterliche Panzerreiterei wäre ohne sie nicht denkbar gewesen. So werden Normannen zum Beispiel auf dem am Ende des 11. Jahrhunderts entstandenen Teppich von Bayeux mit Steigbügeln dargestellt, wie sie in die Schlacht bei Hastings (1066) reiten.
Dass die Römer den Steigbügel so rasch übernahmen, ist kein Zufall. Bereits Belisar, ein großer Feldherr der Oströmer, übernahm die besten Kriegsmethoden der erfolgreichen Nomadenstämme. Die kaiserlichen Panzerreiter seiner Zeit benutzten (ebenso wie die persischen) stabile Sättel, Rüstungen, die ihre Bewegungsfreiheit nicht einschränkten, und eine Vielzahl an Waffen. Ihre Ausrüstung und ihr Geschick beim Reiten machten sie überaus erfolgreich.
„Sie waren sowohl schwere Lanzenreiter, die Überraschungsangriffe ritten, als auch leichte Bogenschützen, die ihre Bogen im vollen Galopp spannten und abschossen, wobei sie keine Hand frei hatten“ Edwards (1987, S. 96).
Ob die oströmischen Truppen bereits zur Zeit von Belisar (Mitte des 6. Jahrhunderts) Steigbügel benutzten, ist aufgrund fehlender archäologischer oder literarischer Quellen nicht zu entscheiden, muss aber als unwahrscheinlich gelten: Belisars adsessor, der Historiker Prokopios von Caesarea, erwähnt sie im Rahmen seiner detaillierten Schilderung der zeitgenössischen Reiterei (Prok. Hist. 1,1,12ff.) nicht, und auf dem Barberini-Diptychon, das den Kaiser Justinian I. (527–565) zu Pferd zeigt, fehlen sie ebenfalls. Andererseits werden Steigbügel im oben erwähnten Strategikon einige Jahrzehnte später bereits wie eine Selbstverständlichkeit behandelt (Strat. 1) – in der Zwischenzeit waren die Oströmer auf die Awaren getroffen. Es spricht also in der Tat vieles dafür, dass die Römer den Steigbügel erst durch diese kennenlernten.
Die Weiterentwicklungen der Steigbügel, die von gepanzerten Reitern (Ritter) im Mittelalter verwendet wurden, machten die Steigbügel zum Bestandteil der Schutzwaffen der Ritter. Wie bei allen Schutzwaffen wurde die Gestaltung dieser Steigbügel gemäß dem Einsatzzweck und „der zu erwartenden Bedrohung“ jeweils angepasst, was zu zahlreichen Formen dieser historischen Steigbügel führte.

## Formen und Größe
Die Form der heutigen Steigbügel unterscheidet sich je nach Art des Reitens. So werden in der Englischen Reitweise fast ausschließlich schmale Steigbügel aus Metall mit rutschhemmendem Gummiauftritt verwendet. Beim Westernreiten finden dagegen Steigbügel mit dickem breiten Lederbezug Verwendung. Eine Sonderform des Steigbügels sind die zu drei Seiten geschlossenen Tapaderos, die den Fuß des Reiters neben Umwelteinflüssen ebenfalls vor Durchrutschen schützen.

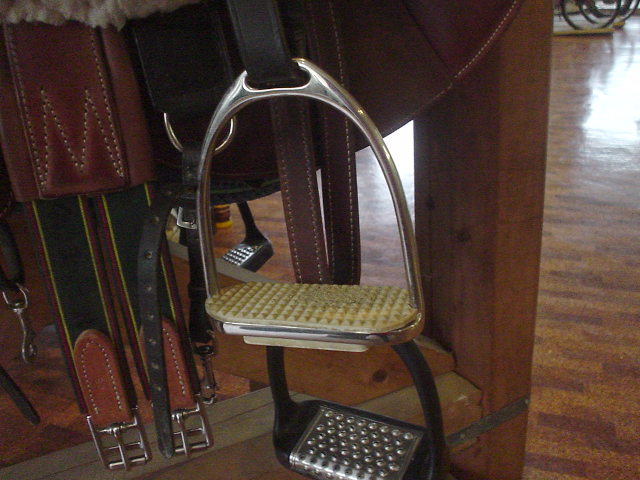
Steigbügel beim Englisch-,
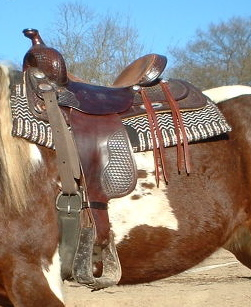
Western-,
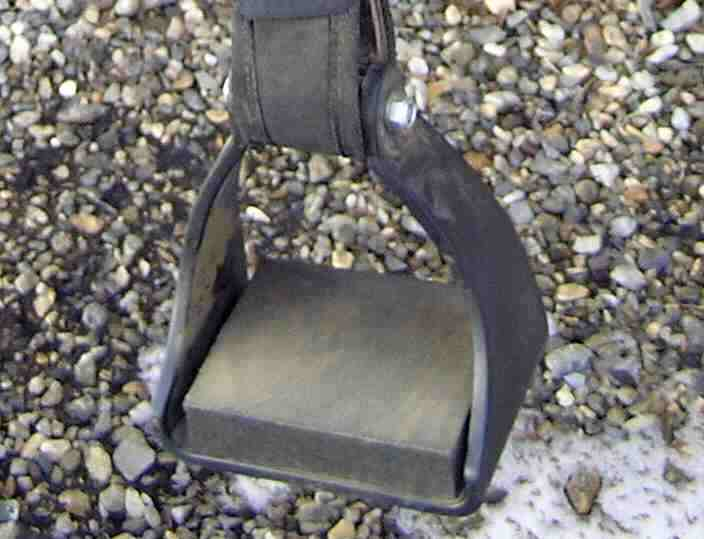
und Distanzreiten
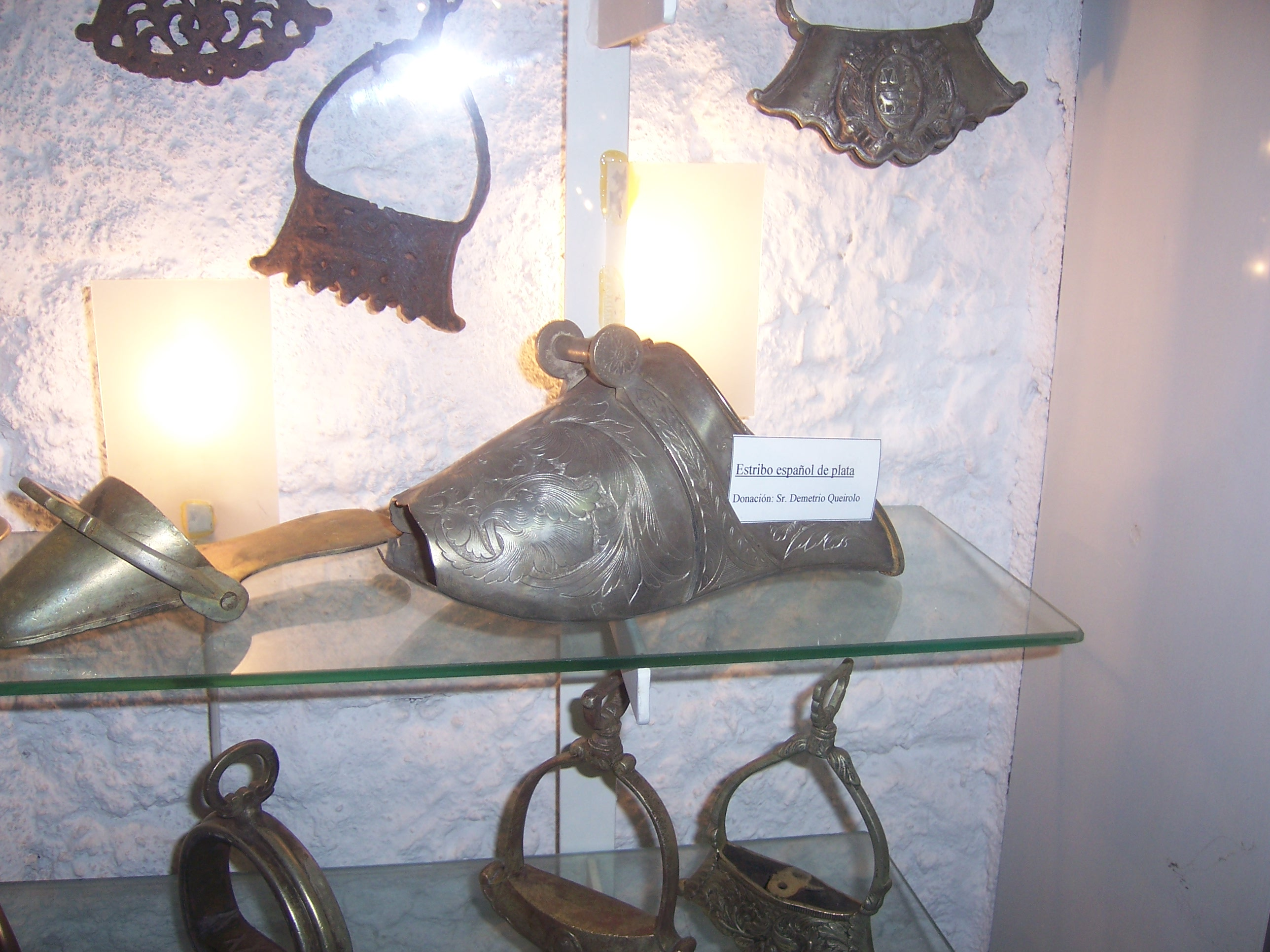
historischer Steigbügel als Schutzwaffe
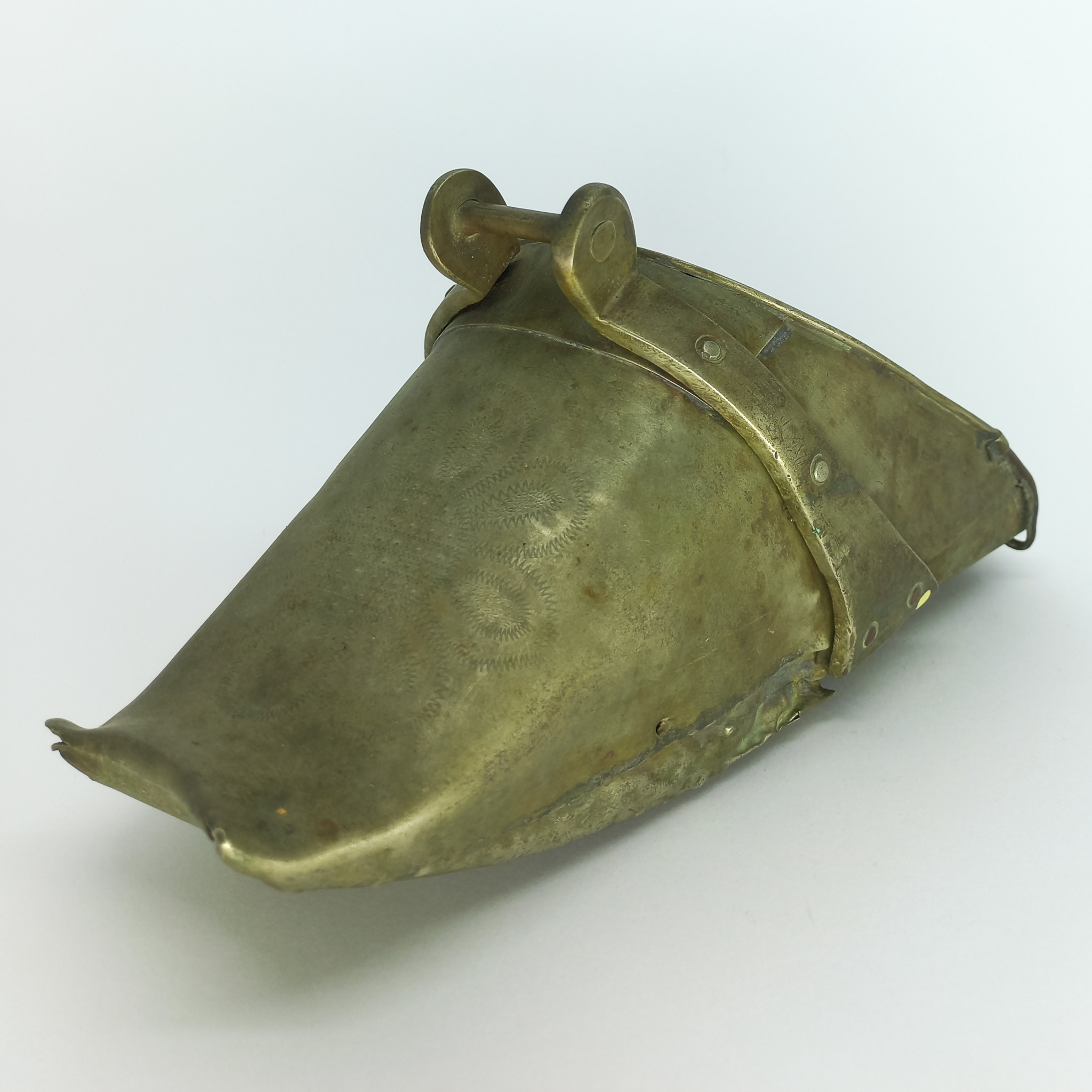
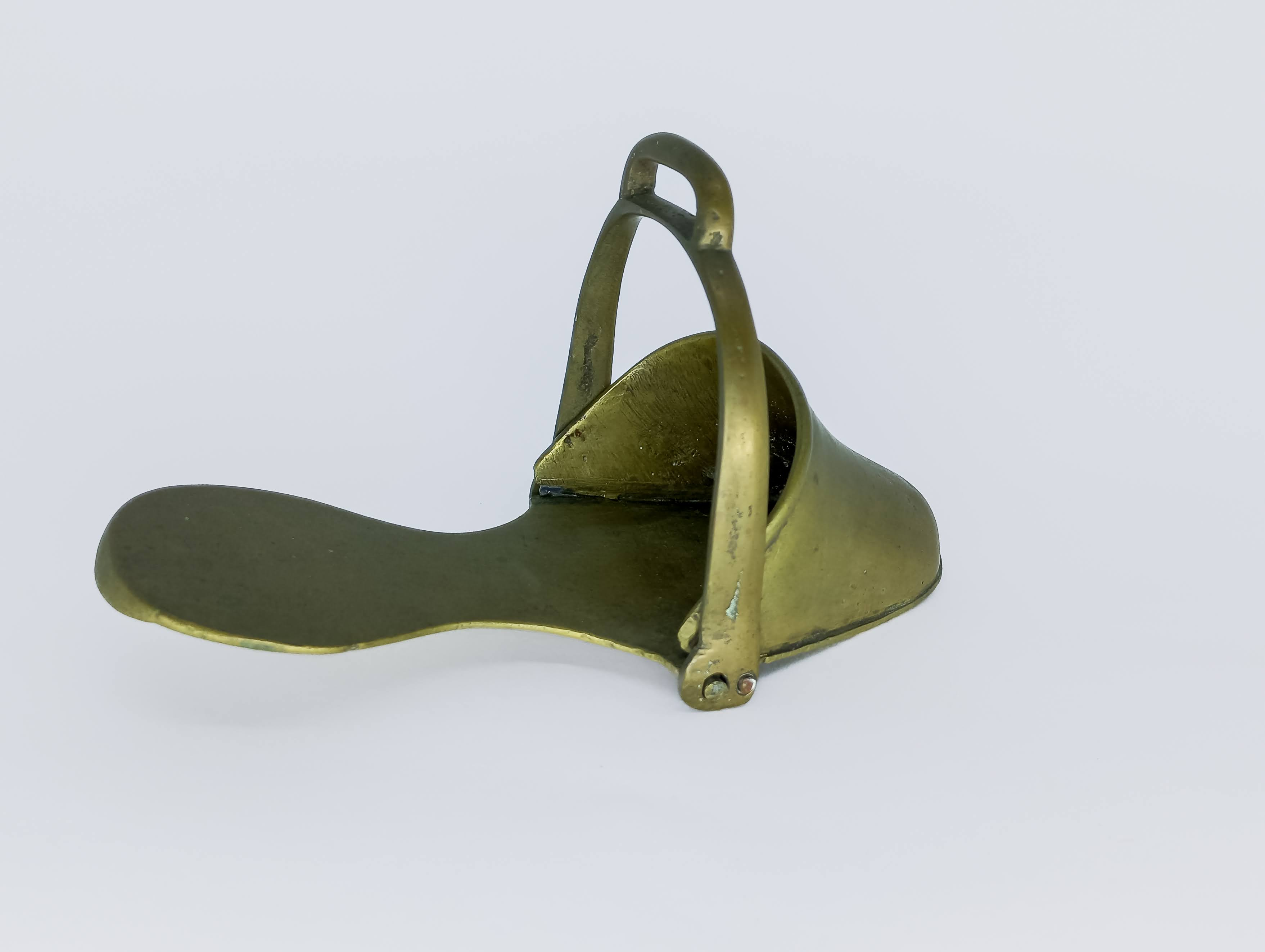
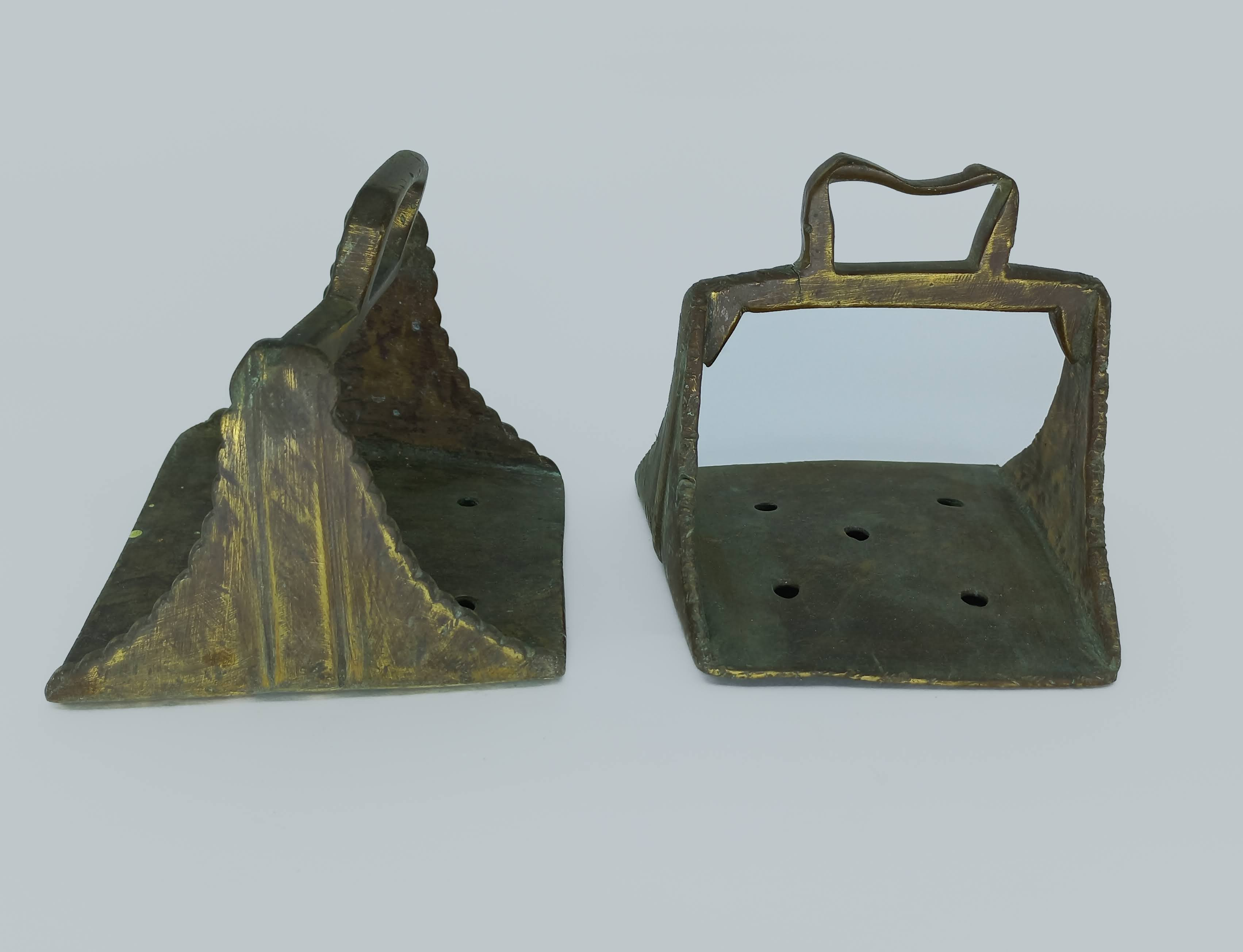

Die Größe der Steigbügel sollte unbedingt auf die Reitstiefel angepasst sein. Ein zu schmaler Steigbügel bietet dem Reiter zu wenig Stütze, da der Fuß nicht weit genug eingestellt werden kann. Bei einem buckelnden Pferd oder einer schnellen Gangart rutscht man leicht heraus und kann vom Pferd fallen. Bei einem zu weiten Steigbügel besteht die Gefahr, dass der Reiter mit dem Schuhwerk durch den Steigbügel rutscht, sich hierbei verhakt und dann vom Pferd mitgeschleift wird. Es sollte zudem nur mit Schuhwerk geritten werden, das über einen Absatz verfügt. Dies mindert ebenfalls die Gefahr des Durchrutschens.

## Neuere Entwicklungen
Seit jeher sind Modelle auf den Markt gebracht worden, die durch asymmetrische Formen, dreidimensionale Bögen, offene Seiten mit elastischen Einsätzen oder integrierte Gelenke für Torsion und Dämpfungselemente, einerseits die Sicherheit gegen ein Hängenbleiben erhöhen, andererseits den Halt und Komfort verbessern sollen. Seit den 1980er Jahren ist diese Tendenz noch stärker geworden.